# D3sp杂化
d3sp杂化是指一个原子内的三个n-1d轨道、一个ns轨道和一个np轨道发生杂化的过程。原子发生d3sp杂化后，上述n-1d轨道、ns轨道和np轨道便会转化成为五个杂化轨道，称为“d3sp杂化轨道”。五个d3sp杂化轨道分别存在于两个平面上，其中，位于水平面的三个杂化两两之间的夹角皆为120°，另有两个杂化轨道位于轴向平面、对称地分布于水平平面两侧。一般认为d3sp杂化的水平杂化轨道是由dxy、dx²-y²和s轨道组成的，轴向杂化轨道由dz²和pz组成。d3sp杂化一般发生在分子形成过程中。杂化过程中，能量相近的d轨道、s轨道和p轨道发生叠加，不同类型的原子轨道重新分配能量并调整方向。

## 与dsp3杂化间的转换
因为d3sp杂化轨道与dsp3杂化轨道相似，两者常被等同看待。d3sp杂化轨道的能量比较低，因此较为稳定。所以dsp3杂化可以转变为d3sp杂化。